# Jacques Bénigne Bossuet

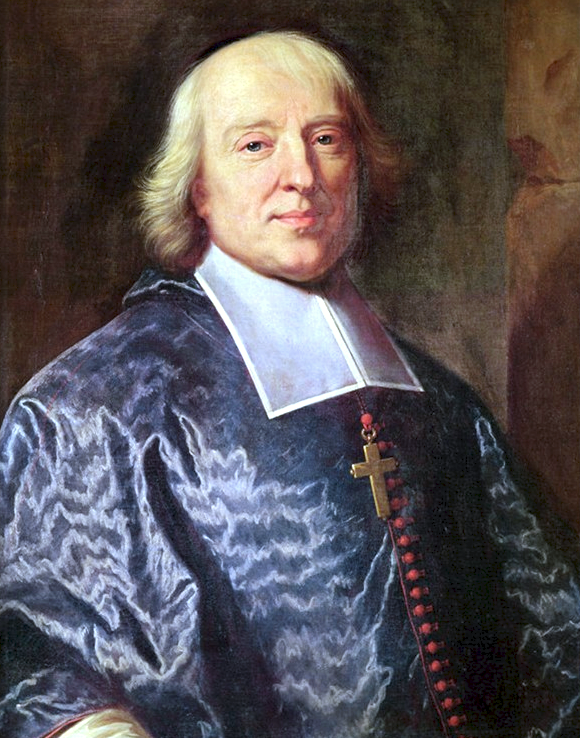
Jacques Bénigne Bossuet, vor 1699

Jacques Bénigne Bossuet (* 27. September 1627 in Dijon; † 12. April 1704 in Paris) war ein französischer Bischof und Autor. Er leistete einen bedeutenden Beitrag zur Geschichtsphilosophie und gilt den Franzosen als Klassiker unter ihren Kanzelrednern.

## Leben und Schaffen
Jacques Bénigne Bossuet wuchs in einer Richterfamilie auf. Er wurde früh für die Priesterlaufbahn bestimmt und erhielt im Alter von neun Jahren die Tonsur. Seine Schulbildung erhielt er zunächst im Jesuitenkolleg von Dijon, dann im Collège de Navarre in Paris. Als Theologiestudent in Paris verkehrte er in einigen mondänen Salons und glänzte dort mit seiner Beredsamkeit (zum Beispiel in einer zu vorgerückter Stunde improvisierten Predigt). Nach der Priesterweihe und dem Doktorat 1652 wurde er Kanonikus (Domherr) im 1633 von Frankreich annektierten Metz, wo sein Vater ein Richteramt am neu gegründeten Parlement erhalten hatte. Hier machte er sich die Bekämpfung des Protestantismus zur vordringlichen Aufgabe und publizierte 1655 seine erste Schrift, die gegen den protestantischen Pfarrer Ferri gerichtete Réfutation [Widerlegung] du catéchisme de Paul Ferri. Daneben hielt er sich aber häufig auch in Paris auf und war dort Schüler des großen Predigers der Caritas Saint Vincent de Paul (1581–1660).
Ab 1660 lebte er ganz in Paris und machte sich rasch einen Namen als Kanzelredner und Panegyriker. 1662 durfte er im Louvre vor König Ludwig XIV. und dem Hof die Fastenpredigt halten. Hiernach war er in Mode, obwohl er sich nicht scheute, gelegentlich den jungen König zu mehr Sittenstrenge zu ermahnen oder die Reichen an ihre Fürsorgepflicht gegenüber den Armen zu erinnern. Immer öfter wurde er auch gebeten, die Totenmesse für hochstehende Verstorbene zu zelebrieren und dabei eine Trauerrede zu halten, zum Beispiel 1667 für Anna von Österreich, die fromme Königin-Mutter, oder 1670 für Henriette d’Angleterre, die jungverstorbene Schwägerin Ludwigs. 1669 wurde er zum Bischof der kleinen Diözese Condom in Südwestfrankreich ernannt, die er aber weitgehend von Paris aus verwalten konnte. 1671 wurde er Mitglied der Académie Française.
Kurz zuvor (1670) war er zum Prinzenerzieher (précepteur) des Kronprinzen (Dauphin) Louis berufen worden (der 1711 vor seinem Vater Ludwig XIV. starb, d. h. nicht den Thron bestieg). Für seinen königlichen, jedoch nicht allzu bildungshungrigen Zögling verfasste er im Lauf seiner insgesamt zehn Präzeptorjahre eine Reihe von Traktaten: eine Exposition de la doctrine catholique („Darlegung der katholischen Lehre“), eine Regierungsanleitung La Politique tirée des propres paroles de l’Écriture Sainte („Die Politik, gezeichnet nach den eigenen Worten der Heiligen Schrift“); weiter den philosophisch-theologischen Traité de la connaissance de Dieu et de soi-même („Traktat über die Erkenntnis Gottes und seiner selbst“) und vor allem den Discours sur l’histoire universelle („Abhandlung über die Weltgeschichte“, 1681), eine kurzgefasste Geschichte der Welt, in der Bossuet als lenkende Kraft aller materiellen und ideellen Ursachen und Wirkungen den Willen Gottes zur Ausbreitung des Christentums und zum ewigen Heil der Menschen darstellt. Der Discours ist der letzte große Versuch einer Deutung der Geschichte als Heilsgeschichte, an der sich u. a. auch Voltaire abgearbeitet hat.
1681, nach der Heirat des Dauphins, wurde Bossuet zum Bischof von Meaux ernannt. Obwohl er sein Amt sehr ernst nahm, war er weiterhin oft in Paris und Versailles, beschäftigt u. a. mit Predigten und Trauerreden (zum Beispiel 1687 beim Tod des zum Königshaus gehörenden Prince de Condé). 1689, nachdem er seine Rolle als Redner (vielleicht auch aus stimmlichen Gründen) für beendet erklärt hatte, erschien erstmals eine Auswahl seiner Reden im Druck. Sie prägte sein Bild in der Literaturgeschichte.
Bossuet war aber auch, dank seiner langen Nähe zum König und seiner intimen Kenntnis der Verhältnisse am Hof, sehr aktiv in der Politik im engeren und weiteren Sinne, die er durch direkte Einwirkung sowie mittels zahlreicher Schriften zu beeinflussen suchte. Er war ein aktiver Vertreter des radikalen Absolutismus, wonach der König nicht nur den Staat beherrsche, sondern ihn mache. Als Mitglied des Grand Conseil de l’Église de France wuchs er zunehmend in die Rolle eines Primas der französischen Bischöfe hinein und wurde bekannt als streitbarer „Adler von Meaux“. Als dieser half er 1682 die Rechte Roms in Frankreich gegen die der Krone abzugrenzen und einzuschränken (Gallikanismus). Zugleich bekämpfte er an allen Fronten den Protestantismus, zum Beispiel mit einer Histoire des variations [Veränderungen] des Églises protestantes (1688), worin er die widerstreitenden Lehrmeinungen und Spaltungen der protestantischen Kirchen aufzeigt, um die Einheitlichkeit der katholischen Lehre herauszustellen. 1685 war er nicht unbeteiligt an der Aufhebung des Toleranzedikts von Nantes, mit dem Heinrich IV. 1598 den Protestanten Religionsfreiheit und bürgerliche Gleichberechtigung zugestanden hatte. 1687 stellte er sich in der Querelle des Anciens et des Modernes, einem von Charles Perrault ausgelösten, kulturpolitisch motivierten Literatenstreit, auf die Seite der Traditionalisten unter Nicolas Boileau. Daneben schrieb er gegen den Jansenismus und bekämpfte vor allem den mystisch frommen Quietismus, der ab 1690 im von der Kriegsführung ausgezehrten und verarmenden Frankreich rasch Verbreitung und Sympathisanten fand, darunter einen anderen Bischof, Kronprinzenpräzeptor und Autor: François Fénelon. Auch die zu ihrer Zeit berühmte Mystikerin Madame Guyon (1648–1717) wurde der Verbreitung dieser Lehre angeschuldigt.
1694 griff Bossuet mit seinen Maximes et réflexions sur la comédie auch das Theater an, das Sitten und Seelen verderbe, und trug damit zur Erstarrung des geistigen Lebens Frankreichs in der Spätzeit Ludwigs XIV. bei.
In seinen letzten Jahren musste er erleben, wie zahlreiche der von ihm bekämpften Strömungen nicht nur nicht verschwanden, sondern sogar an Einfluss gewannen.
Ende des 17. Jahrhunderts sprach Bossuet mit dem lutherischen Abt Gerhard Wolter Molanus am Loccumer Hof in Hannover über Möglichkeiten zur Wiedervereinigung der beiden Konfessionen.
Autographen von ihm werden unter anderem in der Gottfried Wilhelm Leibniz Bibliothek verwahrt.

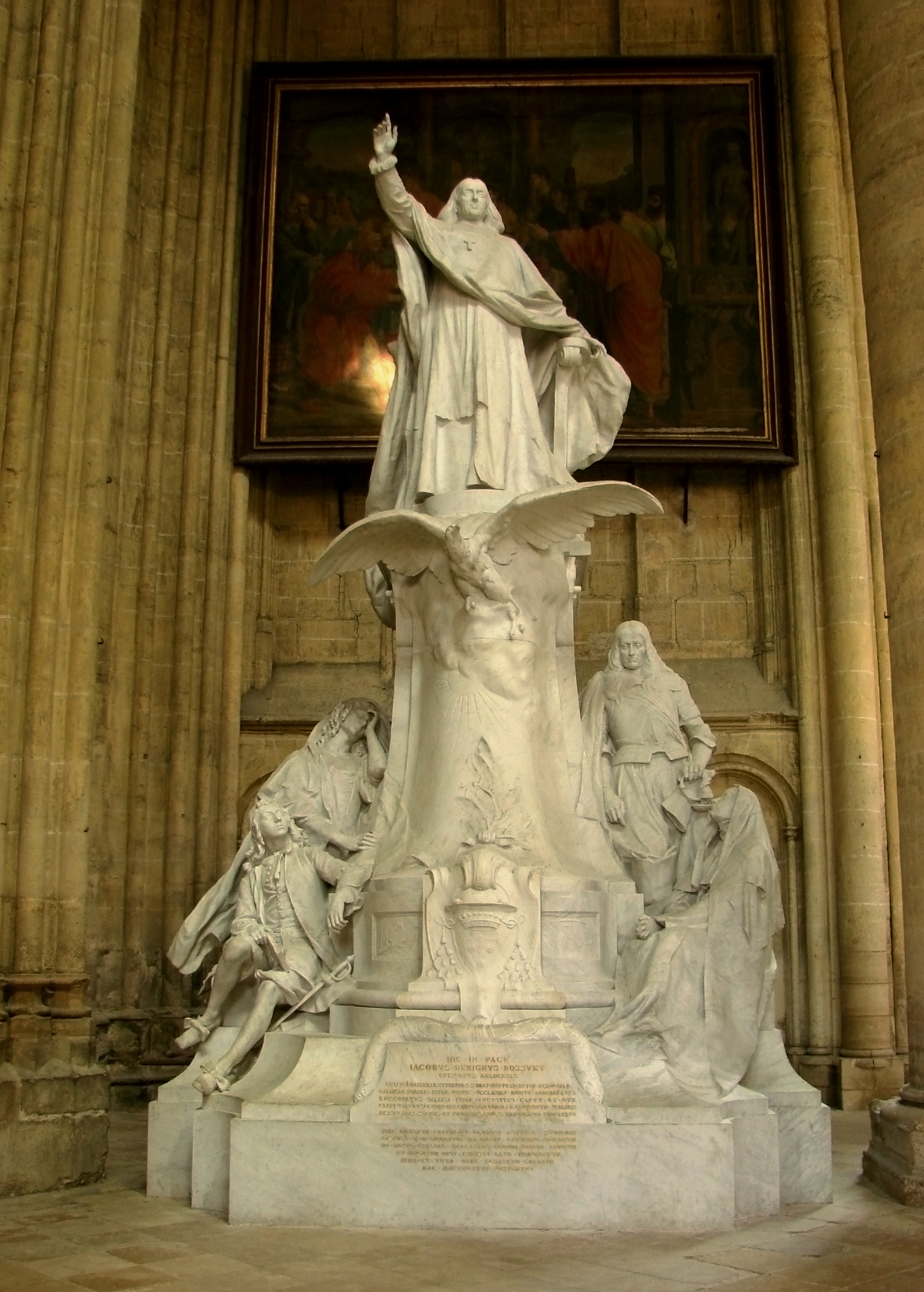
Bossuet-Denkmal von Ernest Henri Dubois im Dom von Meaux

## Nachleben und Ehrungen
Durch den Einfluss der „Darlegung der katholischen Lehre“ von Bossuet konvertierte nach eigenen Angaben Prinz Adolf Friedrich zu Mecklenburg 1818 zum katholischen Glauben.
Im Dom von Meaux wurde 1911 ein von Ernest Henri Dubois (1863–1930) geschaffenes Standbild aufgestellt, das Bossuet als Kanzelredner zeigt. Neben seinem Geburtshaus in Dijon (an der Place Bossuet) wurde 1921 ein weiteres Denkmal errichtet.

## Zitate
„Diese Strenge der Kirche liegt in ihrem Urgeiste; niemals wird dieser erlöschen, und sie wird ihn immerdar der Erschlaffung entgegenstellen. Was hilft es uns, mit dem Konzilium die Verweichlichung der Ketzer zu verabscheuen, welche jenen heiligen Ernst der Genugthuung abgeschafft haben, wenn wir in gleich schlaffes Wesen versinken, und dasjenige, wozu wir uns mit Worten bekennen, in der That selbst ableugnen?“

„Der Akt der Hingabe ist der vollkommenste und heiligste aller Akte; denn er besteht nicht in der geistigen Kraftentfaltung eines Menschen, der aus sich selbst handeln will; er ist vielmehr ein Sichgehenlassen, um vom Geiste Gottes getrieben zu werden (Röm 8,14 ). Glaube indes ja nicht, du würdest durch diese Hingabe in Untätigkeit, in eine Art Trägheit verfallen; wir wirken im Gegenteil um so mehr, als wir vom Geiste Gottes bewegt, angetrieben und belebt werden. Der Akt der Hingabe setzt uns sozusagen ganz in Tätigkeit für Gott. Wir widmen uns, weil Gott es will.“

## Literatur

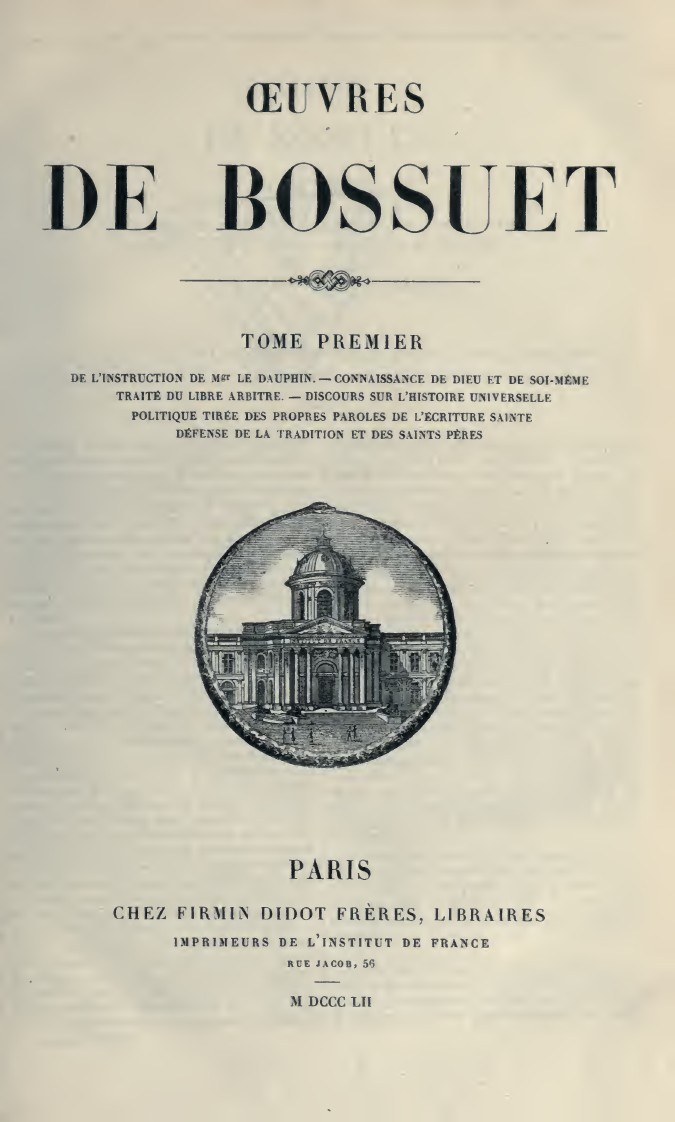
Oeuvres, 1852